# Associazione Calcio Lecco 1962-1963
Questa pagina raccoglie le informazioni riguardanti l'Associazione Calcio Lecco nelle competizioni ufficiali della stagione 1962-1963.

## Stagione
Nella stagione 1962-1963 il Lecco disputa il campionato di Serie B, un torneo che prevede tre promozioni e tre retrocessioni, con 42 punti la squadra bluceleste si piazza in sesta posizione di classifica. Salgono in Serie A, il Messina primo con 50 punti, e la coppia Lazio e Bari al secondo posto con 48 punti, scendono in Serie C il Como con 31 punti, la Sambenedettese con 30 punti e la Lucchese ultima con 21 punti.
Dopo la delusione per avere perso il massimo campionato, il presidente Mario Ceppi conferma l'allenatore Camillo Achilli che era tornato a Lecco la stagione scorsa per sostituire in panca Angelo Piccioli. Vengono a mancare i vari Giulio Abbadie ritornato in Uruguay, Beniamino Di Giacomo ceduto al Torino ed Eugenio Bruschini passato alla Spal, mentre passa al Monza Clemente Gotti. Non vengono ceduti due pezzi molto richiesti, il difensore Antonio Pasinato ed la mezzala svedese Bengt Lindskog, arriva a Lecco il cannoniere del campionato cadetto scorso, con 21 reti nell'Alessandria Renzo Cappellaro che risulterà il miglior realizzatore stagionale con 15 reti, dalla Spal arriva l'ala Romano Bagatti anche lui in doppia cifra con 10 marcature. Comunque sontuoso il percorso del Lecco in campionato, sempre nelle prime posizioni della classifica, gli sarà fatale l'arrivo della primavera, con quattro sconfitte di fila a cavallo di febbraio e marzo, che tolgono alla squadra quei punti che avrebbero potuto valere il ritorno in Serie A. In Coppa Italia subito fuori (3-0) con il Verona.

## Rosa
| N. |                    | Ruolo | Calciatore         |
| -- | ------------------ | ----- | ------------------ |
|    | Italia (bandiera)  | P     | Luciano Alfieri    |
|    | Italia (bandiera)  | A     | Virgilio Anghileri |
|    | Italia (bandiera)  | A     | Romano Bagatti     |
|    | Italia (bandiera)  | A     | Renzo Cappellaro   |
|    | Italia (bandiera)  | D     | Angelo Caroli      |
|    | Brasile (bandiera) | A     | Sergio Clerici     |
|    | Italia (bandiera)  | C     | Francesco Duzioni  |
|    | Italia (bandiera)  | D     | Vinicio Facca      |
|    | Italia (bandiera)  | C     | Sergio Ferrari     |
|    | Italia (bandiera)  | C     | Italo Galbiati     |
|    | Italia (bandiera)  | A     | Riccardo Innocenti |

| N. |                   | Ruolo | Calciatore          |
| -- | ----------------- | ----- | ------------------- |
|    | Svezia (bandiera) | A     | Bengt Lindskog      |
|    | Italia (bandiera) | A     | Romano Marinai      |
|    | Italia (bandiera) | P     | Giuseppe Meraviglia |
|    | Italia (bandiera) | C     | Antonio Pasinato    |
|    | Italia (bandiera) | C     | Giovanni Sacchi     |
|    | Italia (bandiera) | A     | Giuseppe Sala       |
|    | Italia (bandiera) | A     | Gianfranco Sarchi   |
|    | Italia (bandiera) | A     | Marco Savioni       |
|    | Italia (bandiera) | A     | Giampiero Schiavo   |
|    | Italia (bandiera) | D     | Ezio Tettamanti     |
|    | Italia (bandiera) | D     | Roberto Veglianetti |

## Risultati

### Serie B

#### Girone di andata
| Arbitro: | Francescon (Padova) |

|                           |           |                            |
| Gambino 25’ Oltramari 86’ | Marcatori | 59’ Cappellaro 63’ Bagatti |

| Catanzaro 23 settembre 1962 2ª giornata | Catanzaro         | 0 – 0 | Lecco | Stadio Militare\| Arbitro: \| D'Agostini (Roma) \| |
| Arbitro:                                | D'Agostini (Roma) |       |       |                                                    |

| Arbitro: | Sebastio (Taranto) |

|                            |           |                      |
| Cappellaro 31’, 63’ (rig.) | Marcatori | 87’ (rig.) Salvemini |

| Roma 7 ottobre 1962 4ª giornata | Lazio                        | 0 – 0 | Lecco | Stadio Olimpico\| Arbitro: \| De Robbio (Torre Annunziata) \| |
| Arbitro:                        | De Robbio (Torre Annunziata) |       |       |                                                               |

| Arbitro: | Varazzani (Parma) |

|                                |           |  |
| Savioni 35’ Di Bari 75’ (aut.) | Marcatori |  |

| Arbitro: | Bernardis (Trieste) |

|                    |           |  |
| Calzolari 57’, 87’ | Marcatori |  |

| Arbitro: | Righetti (Torino) |

|                    |           |             |
| Alfieri 50’ (aut.) | Marcatori | 73’ Bagatti |

| Arbitro: | Rancher (Roma) |

|                                                            |           |                                  |
| Bagatti 15’ Cappellaro 29’ Clerici 49’ Lindskog 68’ (rig.) | Marcatori | 64’ (aut.) Pasinato 70’ Arrigoni |

| Cagliari 11 novembre 1962 9ª giornata | Cagliari           | 0 – 0 | Lecco | Stadio Amsicora\| Arbitro: \| Sebastio (Taranto) \| |
| Arbitro:                              | Sebastio (Taranto) |       |       |                                                     |

| Arbitro: | Di Tonno (Lecce) |

|                            |           |               |
| Bagatti 29’ Cappellaro 68’ | Marcatori | 19’ Andersson |

| Arbitro: | Cirone (Palermo) |

|                |           |                |
| Cappellaro 37’ | Marcatori | 70’ Traspedini |

| Arbitro: | Babini (Ravenna) |

|           |           |  |
| Kolbl 71’ | Marcatori |  |

| Arbitro: | Carminati (Milano) |

|                       |           |           |
| Cappellaro 72’ (rig.) | Marcatori | 27’ Costa |

| Cosenza 23 dicembre 1962 14ª giornata | Cosenza        | 0 – 0 | Lecco | Stadio Città di Cosenza\| Arbitro: \| Rancher (Roma) \| |
| Arbitro:                              | Rancher (Roma) |       |       |                                                         |

| Arbitro: | Politano (Cuneo) |

|                        |           |                     |
| Sadar 38’ Vit 47’, 81’ | Marcatori | 56’ (rig.) Lindskog |

| Arbitro: | Samani (Trieste) |

|                            |           |          |
| Bagatti 69’ Cappellaro 88’ | Marcatori | 26’ Cera |

| Lecco 13 gennaio 1963 17ª giornata | Lecco             | 0 – 0 | Pro Patria | Stadio Mario Rigamonti\| Arbitro: \| Righetti (Torino) \| |
| Arbitro:                           | Righetti (Torino) |       |            |                                                           |

| Arbitro: | Rancher (Roma) |

|                          |           |                                       |
| Brigo 79’ Uzzecchini 89’ | Marcatori | 50’ Bagatti 65’ Caroli 71’ Cappellaro |

| Arbitro: | Sabatella (Potenza) |

|                |           |  |
| Cappellaro 70’ | Marcatori |  |

#### Girone di ritorno
| Lecco 3 febbraio 1963 20ª giornata | Lecco             | 0 – 0 | Foggia & Incedit | Stadio Mario Rigamonti\| Arbitro: \| D'Agostini (Roma) \| |
| Arbitro:                           | D'Agostini (Roma) |       |                  |                                                           |

| Arbitro: | Marengo (Chiavari) |

|                                        |           |             |
| Lindskog 10’ Innocenti 30’ Clerici 56’ | Marcatori | 26’ Bagnoli |

| Arbitro: | Cirone (Palermo) |

|                               |           |                             |
| Padovani 11’, 52’ Soncini 40’ | Marcatori | 46’ Lindskog 59’ Cappellaro |

| Arbitro: | Angelini (Firenze) |

|  |           |              |
|  | Marcatori | 74’ Maraschi |

| Arbitro: | Rigato (Mestre) |

|               |           |                |
| Baffi 5’, 51’ | Marcatori | 14’ Cappellaro |

| Arbitro: | Angonese (Mestre) |

|  |           |                               |
|  | Marcatori | 43’, 47’ Calzolari 85’ Canuti |

| Arbitro: | Barolo (Noale) |

|                               |           |  |
| Clerici 4’ Capellaro 12’, 87’ | Marcatori |  |

| Arbitro: | Bernardis (Trieste) |

|           |           |                                     |
| Conti 83’ | Marcatori | 4’ Clerici 20’ Bagatti 88’ Lindskog |

| Arbitro: | Monti (Ancona) |

|             |           |               |
| Bagatti 23’ | Marcatori | 64’ Torriglia |

| Arbitro: | Rancher (Roma) |

|            |           |  |
| Novali 35’ | Marcatori |  |

| Arbitro: | Sebastio (Taranto) |

|                           |           |              |
| Vivarelli 71’ Baruffi 82’ | Marcatori | 61’ Lindskog |

| Lecco 28 aprile 1963 31ª giornata | Lecco               | 0 – 0 | Padova | Stadio Mario Rigamonti\| Arbitro: \| Bernardis (Trieste) \| |
| Arbitro:                          | Bernardis (Trieste) |       |        |                                                             |

| Arbitro: | Carminati (Milano) |

|                  |           |                                  |
| Facca 21’ (aut.) | Marcatori | 5’, 44’ Innocenti 84’ Cappellaro |

| Arbitro: | Soravia (Ancona) |

|             |           |  |
| Clerici 28’ | Marcatori |  |

| Lecco 19 maggio 1963 34ª giornata | Lecco            | 0 – 0 | Triestina | Stadio Mario Rigamonti\| Arbitro: \| Di Tonno (Lecce) \| |
| Arbitro:                          | Di Tonno (Lecce) |       |           |                                                          |

| Arbitro: | Cataldo (Reggio Calabria) |

|             |           |                                |
| Ciccolo 38’ | Marcatori | 48’ Bagatti 65’, 87’ Innocenti |

| Arbitro: | Orlando (Bergamo) |

|            |           |  |
| Crespi 59’ | Marcatori |  |

| Arbitro: | D'Agostini (Roma) |

|                           |           |  |
| Innocenti 24’ Bagatti 34’ | Marcatori |  |

| San Benedetto del Tronto 16 giugno 1963 38ª giornata | Sambenedettese   | 0 – 0 | Lecco | Stadio Fratelli Ballarin\| Arbitro: \| Sbardella (Roma) \| |
| Arbitro:                                             | Sbardella (Roma) |       |       |                                                            |

### Coppa Italia
| Arbitro: | D'Agostini (Roma) |

|                                   |           |  |
| Pacco 20’ Fantini 53’ Ciccolo 86’ | Marcatori |  |

## Statistiche

### Statistiche di squadra
| Competizione | Punti | In casa | In casa | In casa | In casa | In casa | In casa | In trasferta | In trasferta | In trasferta | In trasferta | In trasferta | In trasferta | Totale | Totale | Totale | Totale | Totale | Totale | DR |
| Competizione | Punti | G       | V       | N       | P       | Gf      | Gs      | G            | V            | N            | P            | Gf           | Gs           | G      | V      | N      | P      | Gf     | Gs     | DR |
| ------------ | ----- | ------- | ------- | ------- | ------- | ------- | ------- | ------------ | ------------ | ------------ | ------------ | ------------ | ------------ | ------ | ------ | ------ | ------ | ------ | ------ | -- |
| Serie B      | 42    | 19      | 10      | 7       | 2       | 25      | 13      | 19           | 4            | 7            | 8            | 20           | 23           | 38     | 14     | 14     | 10     | 45     | 36     | +9 |
| Coppa Italia |       | -       | -       | -       | -       | -       | -       | 1            | 0            | 0            | 1            | 0            | 3            | 1      | 0      | 0      | 1      | 0      | 3      | -3 |
| Totale       |       | 19      | 10      | 7       | 2       | 25      | 13      | 20           | 4            | 7            | 9            | 20           | 26           | 39     | 14     | 14     | 11     | 45     | 39     | +6 |

### Statistiche dei giocatori
| Giocatore      | Serie B  | Serie B | Coppa Italia | Coppa Italia | Totale   | Totale |
| Giocatore      | Presenze | Reti    | Presenze     | Reti         | Presenze | Reti   |
| -------------- | -------- | ------- | ------------ | ------------ | -------- | ------ |
| L. Alfieri     | 22       | -24     | 1            | -3           | 23       | -27    |
| R. Bagatti     | 30       | 10      | 1            | 0            | 31       | 10     |
| R. Cappellaro  | 32       | 15      | 1            | 0            | 33       | 15     |
| A. Caroli      | 18       | 0       | 1            | 0            | 19       | 0      |
| S. Clerici     | 28       | 5       | 1            | 0            | 29       | 5      |
| F. Duzioni     | 35       | 0       | 1            | 0            | 36       | 0      |
| V. Facca       | 26       | 0       | 1            | 0            | 27       | 0      |
| S. Ferrari     | 2        | 0       | -            | -            | 2        | 0      |
| I. Galbiati    | 35       | 0       | 1            | 0            | 36       | 0      |
| R. Innocenti   | 15       | 6       | -            | -            | 15       | 6      |
| B. Lindskog    | 31       | 6       | 1            | 0            | 32       | 6      |
| R. Marinai     | 11       | 0       | -            | -            | 11       | 0      |
| G. Meraviglia  | 16       | -12     | -            | -            | 16       | -12    |
| A. Pasinato    | 30       | 0       | 1            | 0            | 31       | 0      |
| G. Sacchi      | 22       | 0       | -            | -            | 22       | 0      |
| G. Sala        | 6        | 0       | 1            | 0            | 7        | 0      |
| G. Sarchi      | 5        | 0       | -            | -            | 5        | 0      |
| M. Savioni     | 8        | 1       | -            | -            | 8        | 1      |
| G. Schiavo     | 22       | 0       | -            | -            | 22       | 0      |
| E. Tettamanti  | 18       | 0       | -            | -            | 18       | 0      |
| R. Veglianetti | 6        | 1       | -            | -            | 6        | 1      |